# Götz Friedrich

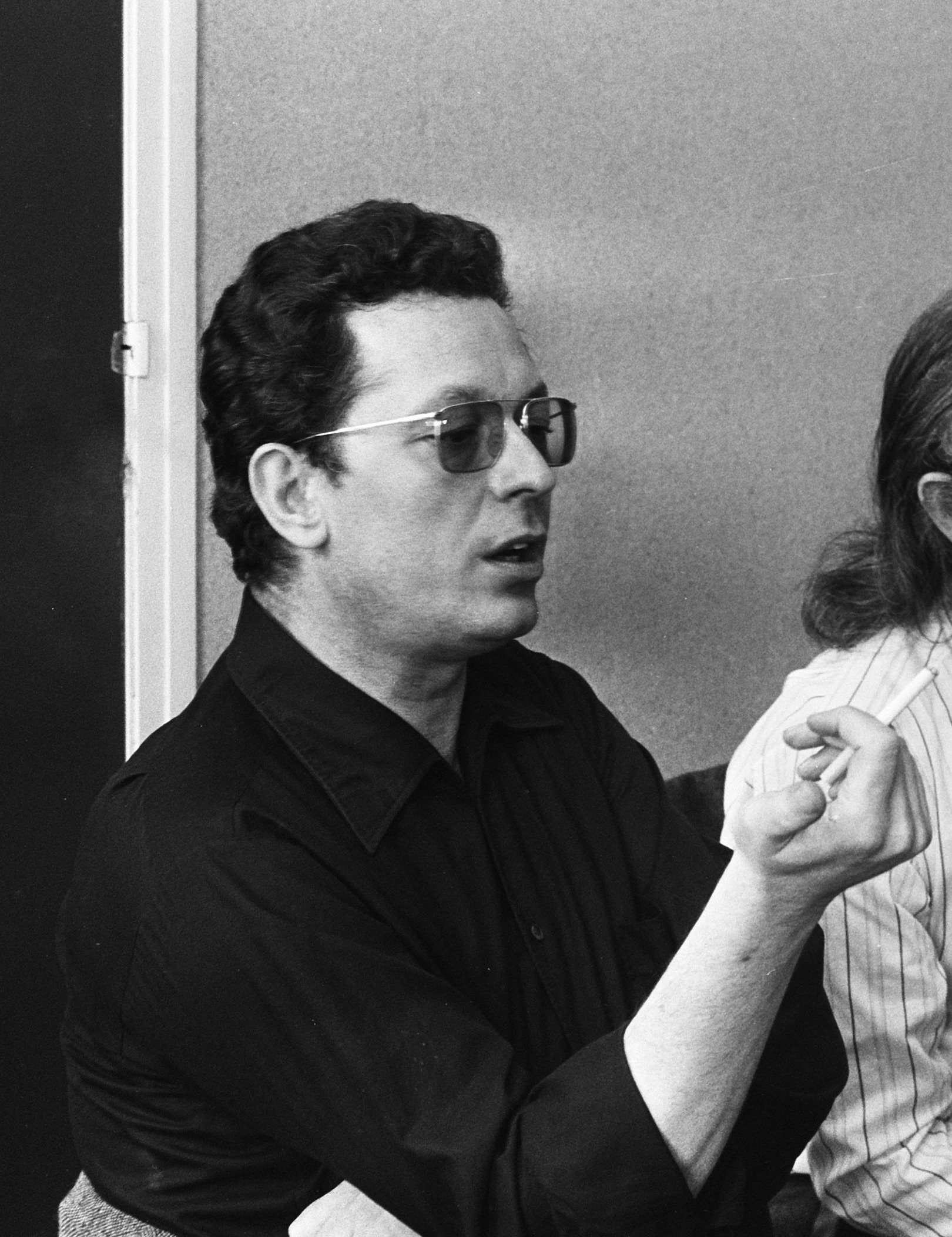
Götz Friedrich, 1975

Götz Friedrich (Naumburgo, Alemania, 4 de agosto de 1930 - Berlín, 12 de diciembre de 2000) fue un director de teatro y ópera, maestro y teórico alemán. Sus puestas en escena de tinte marxista marcaron el rumbo de la dirección escénica en ópera de Alemania y Europa.

## Trayectoria
Hijo de un abogado, creció en la Alemania del Este, donde las autoridades comunistas le negaron la oportunidad de ser jurista porque su familia era vista como burguesa.
Se enroló en la Academia de Teatro de Weimar en 1953. Discípulo y asistente del famoso Walter Felsenstein en la Ópera Cómica de Berlín de Berlín Este, saltó a la fama internacional al dirigir Tannhäuser en el Festival de Bayreuth de 1972 en una producción que causó escándalo y su deserción al oeste. 
Dirigió Jenufa en Estocolmo y desde 1972 hasta 1981 fue director general de la Ópera del Estado de Hamburgo, dirigiendo entre 1977 y 1981 varias producciones en Covent Garden, entre ellas la primera versión en tres actos de Lulu de Alban Berg.
Fue director general de la Deutsche Oper Berlin hasta su súbita muerte en el año 2000.
Se casó con Ruth Maria Kubitschek, con quien tuvo su hijo Alexander, y luego con la soprano estadounidense Karan Armstrong, madre de su hijo Johannes.

## Obra
Particularmente destacado en las óperas de Richard Wagner, su primera producción de El anillo del nibelungo fue en Covent Garden (1973-76, con Colin Davis). En los años 1980 la dirigió en Deutsche Oper Berlin, Japón y Washington y en 1982 regresó a Bayreuth para Parsifal con James Levine, Waltraud Meier y Simon Estes. En 1985 dirigió Tristan und Isolde en la ENO.
Dirigió la premier de Un re in ascolto de Luciano Berio y Raft of the Medusa de Hans Werner Henze y otros.
Otros trabajos importantes fueron Aída, Rigoletto, Der Rosenkavalier, Luisa Miller, Otello, La ciudad muerta, etc.
En 1986 fundó The American Berlin Opera Foundation (ABOF) en Nueva York.
Deja varias películas como testimonio de sus notables trabajos; las más destacadas son Salomé de Richard Strauss con Teresa Stratas, Elektra (con Leonie Rysanek y Astrid Varnay), ambas dirigidas por Karl Böhm; Falstaff (con Gabriel Bacquier), Die Frau ohne Schatten (Cheryl Studer, Eva Marton, Marjana Lipovsek) con Georg Solti y desde el Festival de Bayreuth, Lohengrin (con Peter Hofmann y Karan Armstrong) y el famoso Tannhäuser con Gwyneth Jones y Spass Wenkoff dirigido por Colin Davis, la única vez que el director británico dirigió en ese festival.